# Kanton Tarn-Tescou-Quercy vert
 Tarn-Tescou-Quercy vert is een kanton van het Franse departement Tarn-et-Garonne. Het kanton maakt deel uit van het arrondissement Montauban.
In 2020 telde het 19.638 inwoners.

Het kanton werd gevormd ingevolge het decreet van 27 februari 2014 , met uitwerking op 22 maart 2015, met Labastide-Saint-Pierre als hoofdplaats.

## Gemeenten
Het kanton omvat volgende 15 gemeenten:.
- Bruniquel
- Corbarieu
- Génébrières
- Labastide-Saint-Pierre
- Léojac
- Monclar-de-Quercy
- Nohic
- Orgueil
- Puygaillard-de-Quercy
- Reyniès
- Saint-Nauphary
- La Salvetat-Belmontet
- Varennes
- Verlhac-Tescou
- Villebrumier